# ان‌جی‌سی ۴۱۱۱
ان‌جی‌سی ۴۱۱۱ کهکشان عدسی در صورت فلکی نی نی وناتیک است. این مکان در فاصله حدود ۵۰ میلیون سال نوری از زمین واقع شده‌است، که با توجه به ابعاد ظاهری آن، به معنای آن است که NGC ۴۱۱۱ حدود ۵۵۰۰۰ سال نوری عرض دارد. توسط ویلیام هرشل در سال ۱۷۸۸ کشف شد. ان‌جی‌سی ۴۱۱۱ دارای دیسک‌های ضخیم و ضخیم است.